# Apple Intelligence
Apple Intelligence è un sistema di intelligenza personale sviluppato da Apple che offre funzionalità intelligenti e personalizzate attraverso l'uso di modelli generativi e contesto personale.
Apple Intelligence è stata presentata alla WWDC il 10 giugno 2024 e le prime funzionalità sono state rese disponibili in beta il 29 luglio 2024, è stato lanciato negli Stati Uniti il 28 ottobre 2024, mentre in Italia è stata resa disponibile al pubblico il 31 marzo 2025 con iOS 18.4.

## Descrizione
Apple Intelligence è un sistema sviluppato per essere integrato nel sistema operativo che sfrutta modelli generativi per offrire funzionalità all'utente.
Tali modelli hanno accesso alle informazioni dell'utente permettendo così di fornire risposte personalizzate.

## Architettura
L'architettura di Apple Intelligence si basa su modelli generativi che possono essere on-device (se di dimensioni ridotte) o in cloud (se troppo grandi per essere salvati sul dispositivo).
Ogni modello è sviluppato a partire da un modello base detto Foundation Model, al quale vengono aggiunti degli adattatori che forniscono funzionalità specifiche. La capacità degli adattatori di essere rimossi, sostituiti o aggiunti fornisce al modello una elevata scalabilità.
Sul dispositivo sono presenti due modelli:
- Uno dedicato alla generazione di testo (il foundation model è un LLM).
- Uno dedicato alla generazioni di immagini (il foundation model è un diffusion model).

Altri modelli di maggiori dimensioni sono presenti su server dedicati e accessibili dall'utente grazie al private cloud computing.

## Funzionalità

### Writing tools
Apple Intelligence presenta strumenti di scrittura, tra cui la riscrittura e la correzione di bozze. Queste funzionalità aiutano a migliorare la scrittura degli utenti per renderla più amichevole, concisa o professionale. Può anche essere usato per generare riassunti, punti chiave, tabelle ed elenchi da un articolo o da un testo.

### Image Playground

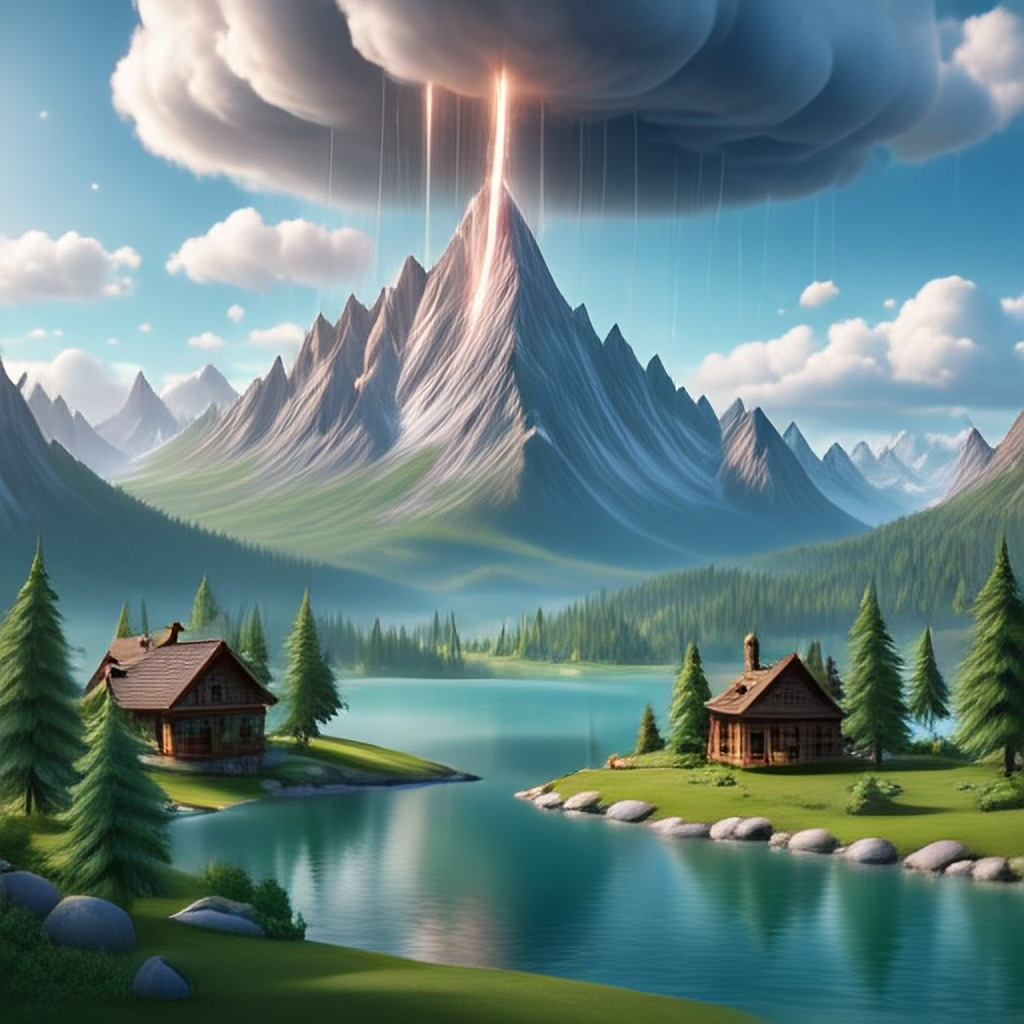
Un esempio di un'immagine generata da Apple Intelligence Image Playground

Apple Intelligence permette la generazione di immagini sul dispositivo con l'app Image Playground fornendo frasi e descrizioni. Le immagini sono con stili personalizzabili come Animazione e Sketch. Inoltre, sull'app Note sull'iPad, gli utenti possono accedere alle funzionalità di Image Playground tramite lo strumento Image Wand nella tavolozza Apple Pencil, che permette anche di trasformare schizzi grezzi disegnati a mano in immagini.

### Genmoji
Utilizzando modelli per la generazione di immagini, gli utenti possono creare immagini con lo stile delle Emoji digitando descrizioni o scegliendo delle persone nelle foto. Analogamente alle emoji, le Genmoji possono essere aggiunte in linea ai messaggi di testo e possono essere condivise tramite l'app Messaggi o tramite app di terze parti supportate come adesivi o reazioni Tapback.

### Siri
Siri, l'assistente virtuale di Apple, è stato aggiornato con funzionalità avanzate rese possibili da Apple Intelligence. Grazie ai modelli generativi, l'assistente è in grado di fornire risposte più naturali, complesse e contestualmente pertinenti, grazie al contesto personale. Siri è inoltre in grado di fornire assistenza sull'uso del dispositivo grazie anche alla capacità di saper interpretare ciò che viene mostrato sullo schermo.

### App Intents
Le App Intents permettono al telefono di eseguire operazioni anche su app di terze parti a partire da richieste dell'utente, effettuate tramite Siri, Spotlight o i Comandi Rapidi.

### Mail
Nell'app Mail è stata aggiunta una sezione denominata "Priority Messages" (messaggi prioritari) che mostra le email più urgenti. Inoltre la casella di posta mostrerà per ogni messaggio non più le prime righe dell'email, ma un riassunto conciso del contenuto.

### Notifiche
Similmente alle mail, anche le notifiche presentano una sezione denominata "Priority Notifications" (notifiche prioritarie) che evidenzia le notifiche ritenute più importanti per l'utente, con eventualmente un riassunto del messaggio.

### Foto
L'app Foto include una funzione per creare Ricordi (piccoli filmati che mostrano foto e video) personalizzati fornendo una descrizione testuale di ciò che si desidera mostrare. Inoltre, gli utenti possono cercare foto o video specifici per descrizione e/o parola chiave, e Apple Intelligence può individuare momenti particolari all'interno dei video clip.

### Code completion
Apple Intelligence è integrato nell'IDE Xcode di Apple, a partire dalla versione 16. Ciò include una funzione di completamento del codice predittivo, simile a software come GitHub Copilot, che viene eseguito sul dispositivo utilizzando un modello specificamente addestrato sul linguaggio e sulle API Swift. La chat è denominata Swift Assist e, utilizzando modelli cloud, genera e modifica il codice in base alle indicazioni dell'utente.

## Integrazione di ChatGPT
Come risultato della partnership dell'azienda con OpenAI, Apple Intelligence include anche un'integrazione a livello di sistema con ChatGPT tramite il modello GPT-4o, che consente a Siri di inoltrare determinate richieste complesse a ChatGPT.
Per garantire la privacy degli utenti ad ogni inoltro a ChatGPT viene richiesto esplicitamente il consenso dell'utente. Inoltre gli indirizzi IP vengono oscurati, e OpenAI non conserva le richieste.
ChatGPT è anche integrato nei Writing Tools e aiuta l’utente a generare contenuti per qualsiasi cosa si stia scrivendo. Compose permette, inoltre, di accedere agli strumenti di ChatGPT per generare immagini in un’ampia gamma di stili da integrare nel contenuto scritto.
L'utilizzo delle funzionalità di ChatGPT è gratuito per tutti gli utenti senza la necessità di creare un account, tuttavia gli abbonati a ChatGPT possono accedere per usufruire delle funzionalità a pagamento.

## Dispositivi supportati
Apple Intelligence richiede iOS 18, iPadOS 18 o macOS Sequoia o superiori e sarà disponibile inizialmente solo in lingua inglese americano, mentre in italiano sarà disponibile da aprile 2025.
I dispositivi supportati sono:
iPhone
- iPhone 15 Pro e iPhone 15 Pro Max
- iPhone 16 e iPhone 16 Plus
- iPhone 16 Pro e iPhone 16 Pro Max
- iPhone 16e

iPad
- iPad con chip Apple Silicon:
  - iPad Air (M1, 5° gen.) o superiore
  - iPad Pro (M1, 5° gen.) o superiore

Mac
- Mac con chip Apple Silicon (M1 o superiore)